# De Kromme Watergang
De Kromme Watergang is een restaurant in de buurtschap Slijkplaat behorend bij Hoofdplaat in de Nederlandse gemeente Sluis. Het restaurant heeft sinds 2005 een Michelinster en was van 2011 tot en met 2024 onderscheiden met twee sterren.

## Geschiedenis
Het restaurant werd in 1993 geopend door chef-kok Edwin Vinke met zijn vrouw Blanche Vinke als gastvrouw. Vinke werd in november 2010 door de Gault Millau uitgeroepen tot Chef van het jaar voor 2011. In 2005 werd het restaurant gewaardeerd met een eerste Michelinster. In 2011 volgde de tweede ster, welke de zaak in 2024 inleverde, sindsdien voert De Kromme Watergang weer een Michelinster.
In de GaultMillau-gids voor 2013 werd de sommelier van het restaurant, Mike Dooms, uitgeroepen tot Wijn-Spijs Specialist van het Jaar.
GaultMillau kende het restaurant in 2016 18.5 van de 20 punten toe.